# Чарльз Едкінс
Чарльз Едкінс (англ. Charles Adkins; 27 квітня 1932 — 3 липня 1993) — американський боксер, олімпійський чемпіон 1952 року. 

## Аматорська кар'єра
Олімпійські ігри 1952
- 1/16 фіналу. Переміг Лейфа Гансена (Норвегія)
- 1/8 фіналу. Переміг Саломона Каррізалеса (Венесуела)
- 1/4 фіналу. Переміг Олександра Гранта Вебстера (Південно-Африканська Республіка)
- 1/2 фіналу. Переміг Бруно Вісінтіна (Італія)
- Фінал. Переміг Віктора Медньова (СРСР)